# Бузулукский
Бузулукский — упразднённый хутор в Новоаннинском районе Волгоградской области России. Входил в состав Филоновского сельского поселения. Упразднён в 1996 году.

## География
Располагался в северо-западной части области, в лесостепи, в пределах Хопёрско-Бузулукской равнины, являющейся южным окончанием Окско-Донской низменности, на правом берегу реки Бузулук, на расстоянии примерно 2 км по прямой к юго-западу от хутора Рожновский.

## История
Указом Президиума Верховного Совета РСФСР от 25 июня 1962 года и решением Волгоградского облисполкома от 31 мая 1962 года хутор Ситников Саломатинского сельсовета был переименован в хутор Бузулукский.